# 大庆师范学院
大庆师范学院是一所位于中国黑龍江省大庆市让胡路区的全日制公办师范类本科高校，隶属于黑龙江省教育厅，并由黑龙江省人民政府领导和管理。

## 校史沿革
学校前身是创建于1965年的大庆师范学校，1980年升格为大庆师范专科学校，1993年改建为大庆高等专科学校。2004年5月13日经教育部批准，在大庆高等专科学校的基础上建立大庆师范学院，成为本科层次的普通高等学校。